# 伯尔果德
伯尔果德是印度北阿坎德邦乌德尔加希县的一个城镇。总人口6098（2001年）。

## 人口
该地2001年总人口6098人，其中男性3438人，女性2660人；0—6岁人口841人，其中男478人，女363人；识字率73.48%，其中男性为81.82%，女性为62.71%。